# Dozvola za ubojstvo (1989.)
Dozvola za ubojstvo (eng. Licence to Kill)  britanski je akcijski triler iz 1989. To je 16. film o  Jamesu Bondu, drugi i posljednji s  Timothyjem Daltonom u glavnoj ulozi. Dozvola za ubojstvo bio je prvi službeni James Bond film koji je koristio naslov nepovezan s romanom ili kratkom pričom  Iana Fleminga. Međutim, film uključuje neke likove i elemente iz Flemingova romana Živi i pusti umrijeti i kratke priče "The Hildebrand Rarity". Film govori o Bondovu otkazu iz MI6 i njegovoj osveti južnoameričkom narko-bossu. Naslov se odnosi na Bondovu diskrecijsku dozvolu za ubojstvo koja mu dopušta da ubije bez prethodnog odobrenja kako bi obavio misiju.
Zbog male zarade na box-officeu i pravnih bitki oko vlasništva na serijal o Jamesu Bondu, Dozvola za ubojstvo bio je posljednji film u sljedećih šest godina, što je najveći vremenski interval u serijalu. Bio je to i zadnji film koji je producirao Albert R. Broccoli, čije se zdravlje pogoršalo pa nije imao veću ulogu u produkciji sljedećeg filma, Zlatno oko (1995.).

## Produkcija

### Filmske lokacije
- Bahami
  - Bimini, Bahami
  - Cray Key
- Republika Isthimus - (izmišljena država po uzoru na  Panamu)
  - Isthimus City (izmišljeni južnoamerički grad, vjerojatno po uzoru na Panama City)
- Ujedinjeno Kraljevstvo
  - Westminster
    - Ministarstvo obrane
- Sjedinjene Američke Države
  - Florida Keys
  - Key West

### Lokacije snimanja
- Meksiko
  - Acapulco
  - Mexicali
  - Ciudad de México
  - Toluca
- Ujedinjeno Kraljevstvo
  - Whitehall, Westminster
- Sjedinjene Američke Države
  - Florida Keys
  - Key West

Dozvola za ubojstvo bio je prvi film iz serijala koji se nije snimao u filmskom studiju u  Engleskoj, iako je dio post-produkcije obavljen u studijima Pinewood.

## Radnja
Film počinje s Bondom i njegovim prijateljem, agentom CIA-e, koji idu na Leiterovo vjenčanje. U međuvremenu, agenti Odjela za poroke (DEA) opažaju kako narkoboss Franco Sanchez leti iznad Crab Keysa, na Bahamima, gdje hvata ljubavnicu u krevetu s drugim muškarcem. Kako bi joj se osvetio, naređuje svojim ljudima da muškarcu izvade srce, a nju brutalno izbičuju. DEA šalje helikopter da pokupi Leitera u pokušaju da uhvati Sancheza, a Bond kreće s njim. Dvojac hvata Sancheza spuštajući njegov avion helikopterom Obalne straže te se padobranima spuštaju na vjenčanje.
Kasnije tog dana, agent DEA-e Killifer pomaže Sanchezu da pobjegne iz saveznog zatvora, nakon što mu je ovaj obećao dva milijuna dolara. Na njihovom medenom mjesecu, Leitera i njegovu novu ženu, Dellu, hvataju Sanchezova desna ruka Dario i još nekoliko njegovih ljudi. Leiter je svezan i spušten u bazen s  morskim psom; morski pas odgrize mu potkoljenicu jedne noge. Nakon što je čuo kako je Sanchez pobjegao, Bond se vraća u Leiterovu kuću gdje pronalazi Dellu u njezinoj vjenčanici, mrtvu. U radnoj sobi Bond pronalazi Leitera, osakaćenog, ali živog, s porukom od Sancheza: "Nije se slagao s onim što ga je pojelo."
Bond započinje svoju osvetu ubivši Killifera, bacivši ga u isti bazen s morskim psom koji je osakatio Leitera. Pod pritiskom DEA-e da obuzda svog agenta, M se sastaje s Bondom na Key Westu, točnije u kući  Ernesta Hemingwaya i dodjeljuje mu zadatak u Istanbulu, u  Turskoj. Bond odbija, ali M inzistira da preuzme zadatak u Istanbulu, tvrdeći kako bi njegova osveta mogla kompromitirati britansku vladu. Ustrajući u svojoj odluci, Bond daje otkaz. M prihvaća njegov otkaz i automatski mu oduzima njegovu dozvolu za ubojstvo. Bond postaje samostalni agent, lišen od službene podrške (iako mu kasnije potajno pomaže Q, koji se dobrovoljno pridružuje Bondu pretvarajući se da je dopustu). Bond dolazi na brod Miltona Kresta, jednog od Sanchezovih ključnih ljudi, gdje uništava Sanchezovu pošiljku droge i ukrade pet milijuna dolara od Sancheza kako bi mogao financirati svoj pothvat. U Leiterovim papirima Bond saznaje o Pam Bouvier, bivšoj agentici CIA-e i vojnoj pilotkinji. Sastaje se s njom u Biminiju, a ona se pridružuje njegovoj misiji.
Bond otputuje u  latinskoameričku državu "Republiku Isthimus" (snimano u  Meksiku, ali po uzoru na  Panamu), gdje počinje tražiti posao kod Sancheza. Sastaje se sa Sanchezom u njegovom uredu iznad kasina i predstavlja se kao ubojica u potrazi za poslom. Uz pomoć Bouvierove i Q-a, smješta Krestu tako da ispada kako ovaj nije odan Sanchezu. Sanchez se osvećuje Krestu ubacivši ga u visokotlačnu komoru i smanjivši razinu tlaka nakon čega Krestova glava eksplodira; u međuvremenu Sanchez prima Bonda u uži krug prijatelja zbog njegove iskazane lojalnosti.
Sanchez ga vodi u svoju bazu, gdje Bond saznaje kako Sanchezovi znanstvenici mogu rastopiti kokain u benzin i prodavati ga - u obliku goriva -  azijskim narko-dilerima. Prodaja i otkup idu preko lažnog  američkog televizijskog propovjednika, profesora Joea Butchera. Proces reintegracije droge bit će dostupan onim klijentima u podzemlju koji budu mogli platiti Sanchezovu cijenu. Uz pomoć agentice Bouvier, Bond uništava Sanchezov pogon. Sanchez hvata Bonda i veže ga za tekuću vrpcu kojom paketi kokaina završavaju u dvjema divovskim drobilicama kako bi izvukao informacije iz njega. Bond otkriva kako zna za Stingere, a Dario zaustavlja vrpcu na Sanchezovu zapovijed. Bond kaže Sanchezu kako više neće vidjeti Stingere i Hellera, a Sanchez signalizira Dariu da pokrene vrpcu. Sanchez zahvali Bondu na savjetu i ostavi ga sa svojim ljudima. Pojavljuje se Pam Bouvier, a Bond ubija Daria povukavši ga na tekuću vrpcu, nakon čega on pada u drobilice. Pam i Bond počinju bježati prije nego što se sve uništi, a na putu nailaze Hellera koji je naboden na viljuškara.
Dok pogon eksplodira, Bond polazi za Sanchezom koji bježi s četiri tegljača. Nakon što je uništio tri tegljača, Bond počinje obračun sa Sanchezom na preostaloj cisterni, koja gubi kontrolu i pada nizbrdo. Sancheza je natopio benzin koji je kapio iz rezervoara cisterne. 
Nakon što je Sanchez podigao svoju  mačetu kako bi dokrajčio ranjenog, nemoćnog Bonda, Bond, skrenuvši mu pozornost upitavši ga, "Zar ne želiš znati zašto?", izvuče upaljač - Leiterov dar zato što mu je bio kum na vjenčanju - i zapali Sancheza. Sanchez, goreći živ, pada u oštećenu cisternu tegljača, nakon čega njegov kokain-benzin eksplodira. Bond se povlači prije masovne eksplozije. Misleći kako je Pam poginula tijekom potjere, Bond tužno spušta pogled sve dok ne začuje sirenu kamiona u blizini. Pam se pojavljuje u kabini jednog tegljača i upita Bonda, "Što čekaš? Ulazi!". Bond odgovara, "Da, gospodine", i ulazi u kamion.
Poslije, Bond i Q se nalaze zabavi u Sanchezovoj rezidenciji. Bond prima telefonski poziv od Felixa, koji ga informira da mu M nudi posao natrag. Bond mu kaže kako mu je upravo došla domaćica (Lupe). Q i Pam nazdravljaju, a Lupe zahvaljuje Bondu na svemu. Bond zahvaljuje njoj, a ona ga poljubi. Pam primjećuje i odlazi u prizemlje, uzrujana. Lupe to nije primijetila te predlaže Bondu da ostane s njom, ali Bond pogleda preko balkona, ugleda Pam kako stoji sama pokraj bazena i kaže kako će ona i El Presidente biti savršen par. Bond skače preko balkona u bazen, iznenadivši Pam, povukavši i nju. Iznad, Lupe, El Presidente i Q se uljudno povlače. Pam upita Bonda, "Zašto ne čekaš da te se upita?", što ju je Bond upitao ranije u filmu. A Bond odgovara onako kako je ona prije rekla, "Pa zašto me ne upitaš?". Poljube se i počinje odjavna špica s prekrasnim pogledom na Acapulco.

## Glumci
- Timothy Dalton - James Bond
- Carey Lowell - Pam Bouvier
- Robert Davi - Franz Sanchez
- Talisa Soto - Lupe Lamora
- Anthony Zerbe - Milton Krest
- Frank McRae - Sharkey
- Everett McGill - Ed Killifer
- Wayne Newton - Profesor Joe Butcher
- Benicio del Toro - Dario
- Anthony Starke - Truman Lodge
- Pedro Armendariz Jr. - Predsjednik Hector Lopez
- Desmond Llewelyn - Q
- David Hedison - Felix Leiter
- Priscilla Barnes - Della Churchill
- Robert Brown - M
- Caroline Bliss - Gđica. Moneypenny
- Don Stroud - Pukovnik Heller

## Vanjske poveznice
- Dozvola za ubojstvo u internetskoj bazi filmova IMDb-a
- Dozvola za ubojstvo na Rotten Tomatoes
- Dozvola za ubojstvo na Box Office Mojo
- MGM's official Licence to Kill website
- Licence to Kill-The Royal World Premiere  Arhivirana inačica izvorne stranice od 12. kolovoza 2007. (Wayback Machine)